# Zoran Mamić
Treść tego artykułu może nie być zgodna z zasadami neutralnego punktu widzenia.
Dokładniejsze informacje o tym, co należy poprawić, być może znajdują się w dyskusji tego artykułu.
 Po wyeliminowaniu niedoskonałości należy usunąć szablon [[Szablon:Dopracować|]] z tego artykułu.
Zoran Mamić, (ur. 30 sierpnia 1971 w Bjelovarze) – chorwacki piłkarz, występujący na pozycji środkowego obrońcy lub też środkowego defensywnego pomocnika. Jego atrybuty fizyczne to 190 cm i 83 kg. Zna 2 języki, chorwacki i niemiecki. Po zakończeniu kariery został trenerem piłkarskim.

## Kariera klubowa
Swoją profesjonalną karierę Zoran Mamić zaczął w sezonie 1989–1990 w barwach klubu, z którym był związany od lat juniorskich, czyli w Dinamie Zagrzeb. W debiutanckim sezonie wystąpił w jednym meczu ligowym, debiutując w pierwszej lidze jugosłowiańskiej w spotkaniu przeciwko Budućnosti Titograd wygranym przez Dinamo 1:0. Dinamo w tym sezonie wywalczyło wicemistrzostwo Jugosławii. W kolejnym sezonie Dinamo po raz drugi z rzędu zdobyło tytuł wicemistrzowski. W przerwie pomiędzy rundami, Mamić przeniósł się do serbskiego zespołu FK Zemun. Tam był podstawowym zawodnikiem pierwszego składu, gdzie wystąpił w 22 meczach, strzelając 1 gola w meczu przeciwko Zeljeznicarowi Sarajewo. Zemun zajęło 9. miejsce w lidze, a sam zawodnik był wyróżniająca się postacią zespołu. Sezon 1991/1992 był mniej udany dla jego klubu, ponieważ Zemun zajęło 4. miejsce, a sam Mamić wystąpił w 20 meczach swojego zespołu, nie pokonując ani razu bramkarza rywali. W nowym sezonie 1992/1993 Mamić wrócił do ojczyzny, gdzie zaczął występy w nowej lidze chorwackiej, gdzie został kupiony przez reaktywowany przedwojenny klub HAŠK-Građanski Zagrzeb. W klubie wywalczył swoje pierwsze mistrzostwo ligi oraz wystąpił w finale Pucharu Chorwacji, gdzie rozegrano dwumecz z Hajdukiem Split. W Splicie Dinamo przegrało 1:4, a na Maksimirze triumfowało 2:1 i było to za mało, żeby zwyciężyć tę batalię. Mamić wystąpił w 19 meczach, strzelając 2 gole. Sezon 1993/1994 to dopiero 3. miejsce Dinama, które przegrało walkę o mistrzostwo nie tylko z Hajdukiem ale i z lokalnym rywalem, NK Zagreb. Wszelkie niepowodzenia odbili sobie zdobyciem Pucharu Chorwacji, w którym pokonali NK Rijekę 2:0 i 0:1. Mamić zagrał w 15 meczach "niebieskich" i strzelił 3 bramki. Sezon 1994/1995 był już dla Croatii bardziej udany mimo że nie zdobyła oczekiwanego przez fanów i przez fachowców mistrzostwa. Zdobyła wicemistrzostwo kraju i zakwalifikowała się do Pucharu Zdobywców Pucharów, gdzie Croatia odpadła w pierwszej rundzie z francuskim AJ Auxerre wygrywając pierwszy mecz 3:1, by w rewanżu polec 0:3. Mamić uczestniczył w grze 16 razy, strzelając 2 gole. Sezon 1995/1996 zaowocował w zdobycie przez Croatię mistrzostwa, a także Pucharu Chorwacji, który zdobyła po pokonaniu zespołu NK Varteks dwukrotnie 2:0 i 1:0. Mamić, który rywalizował o miejsce w składzie z Igorem Cvitanoviciem, Zvonimirem Soldo czy Dario Simiciem, wygrał rywalizację i zdobył zaufanie trenera, ponieważ wystąpił w 26 meczach zespołu oraz strzelił 5 goli. W następnym sezonie już jako gwiazda ligi chorwackiej przeniósł się do niemieckiego zespołu VfL Bochum, który spisywał się naprawdę dobrze i zajął 5. miejsce w lidze, gdzie razem ze swoim rodakiem, Filipem Tapaloviciem tworzyli znakomity blok defensywny. Mamić wystąpił w 23 meczach drużyny, strzelając 1 gola. Swoje premierowe trafenie w Bundeslidze zaliczył 21 sierpnia w meczu z Hamburger SV, który Bochum wygrało 3:1, a Zoran zdobył bramkę na 2:0. Sezon 1997/1998 nie był już tak udany dla zespołu z Bochum, który zajął dopiero 12. miejsce oraz bardzo szybko odpadł w Pucharze Niemiec. Dobrze spisywał się Mamić, który wystąpił w 22 meczach swojej ekipy i strzelił 3 gole. Zauważyli to działacze Bayeru 04 Leverkusen, którzy na początku sezonu 1998/1999 ściągnęli Mamicia na BayArena. Tu Mamić spisywał się znakomicie i znacznie przyczynił się do zdobycia przez Bayer wicemistrzostwa Niemiec. Wystąpił tylko w 8 meczach, ale w trakcie sezonu doznał poważnej kontuzji i nie mógł kontynuować gry. Sezon 1999/2000 nie był niestety dla Mamicia bardziej udany, bowiem wystąpił tylko w 7 meczach zespołu, nie zdobywając żadnego gola. Wywalczył jednak wicemistrzostwo Niemiec, a tylko gorszy stosunek goli dzielił Bayer od mistrzostwa Niemiec. Na pocieszenie, Bayer awansował do Ligi Mistrzów. Tam natrafili na grupę z S.S. Lazio, Dynamem Kijów oraz słoweńskim NK Maribor. Bayer niespodziewanie uplasował się na dopiero trzecim miejscu w grupie i występował tylko w Pucharze UEFA, gdzie już w pierwszej fazie swych występował zostali pokonani przez włoski zespół Udinese Calcio, którzy wygrali 2:2 i 3:2 po dogrywce. Sam Mamić utracił miejsce w składzie Bayeru na rzecz takich graczy jak Carsten Ramelow, Robert Kovač czy Jens Nowotny i opuścił Leverkusen. Sezon 2000/2001 rozpoczął ponownie w VFL Bochum, jednak był to sezon fatalny dla zawodnika, bowiem Bochum zajęło ostatnie miejsce w lidze i zostało relegowane do 2 Bundesligi. W dodatku, Mamić nie mógł się porozumieć z innymi zawodnikami zespołu, m.in. z Marijo Mariciem i opuścił Bochum. Mamić wystąpił w 22 meczach, nie zdobył żadnego gola. Sezon 2001/2002 rozpoczął w klubie II ligi niemieckiej, SpVgg Greuther Fürth, gdzie występował ze swoim rodakiem Marijanem Buljatem, który jednak nie pojawił się na boisku ani razu. Greuther Fürth zajęło 5. miejsce w lidze, a sam Mamić wystąpił w 26 meczach zespołu, zdobywając 1 gola. Sezon 2002/2003 nie przyniósł nowych rozwiązań zarówno dla Mamicia jak i dla jego zespołu.
Greuther Fürth powtórnie zajęło 5. miejsce w lidze, a Mamić miał w tym swój udział występując w 22 meczach swojego zespołu, nie zdobywając żadnego gola. Wystąpił także raz w występujących w Oberregionallidze rezerwach zespołu. W sezonie 2003/2004 przeniósł się do innego zespołu 2 Bundesligi, LR Ahlen. Występy w tym zespole nie zaowocowały progresem dla Mamicia, ponieważ Ahlen zajęło 12. miejsce w lidze. Sam zawodnik był kluczową postacią defensywy zespołu z Ahlen, wystąpił w 21 meczach i zdobył 1 gola, 4 razy wystąpił także w występujących w Regionallidze rezerwach zespołu. Sezon 2004/2005 rozpoczął się dla zawodnika w zespole Eintracht Trewir. Niestety, po raz kolejny zespół w którym występował Mamić został relegowany, a sam zawodnik, który po raz kolejny był wyróżniającą się postacią swojego kolektywu, wystąpił w 30 meczach zespołu, zdobywając 1 gola. Poprzedni sezon, 2005/2006 zawodnik spędził w swoim byłym klubie, do którego wrócił po latach gry w Niemczech - Dinamo Zagrzeb. Powrót do Chorwacji był udany dla Mamicia, który zdobył 3 mistrzostwo wraz z Dinamem. Mamić wystąpił w 29 meczach zespołu, strzelając 3 gole i mając wraz ze składem awans do 3 rundy kwalifikacji Ligi Mistrzów, gdzie drużyna Dinama poległa z angielskim Arsenalem Londyn. Sezon 2006/2007 Mamić rozpoczął w Dinamie, z którym zdobył mistrzostwo i Puchar Chorwacji. Po tych sukcesach Mamić zakończył piłkarską karierę.

## Kariera reprezentacyjna
W reprezentacji Zoran Mamić zadebiutował 8 października 1996 w rozgrywanym w Bolonii ze względu na wojnę bałkańską meczu z Bośnią i Hercegowiną. Mamić pojawił się na 7 końcowych minut, zastępując obecnego selekcjonera reprezentacji Chorwacji, Slavena Bilicia. Chorwaci wygrali ten mecz aż 4:1. Ostatnim jak dotąd występem w reprezentacji występem Zorana był mecz rozgrywany 6 czerwca 1998 w Zagrzebiu przeciwko Australii, który to mecz Chorwacja wygrała aż 7:0. Mamić był także powołany na MŚ 1998. Nie pojawił się na boisku ani razu, ale wywalczył z drużyną brązowy medal.
- 1. 8 października 1996, Bolonia,  Bośnia i Hercegowina -  Chorwacja 1:4
- 2. 11 grudnia 1996, Casablanca,  Maroko -  Chorwacja 2:2
- 3. 12 czerwca 1997, Sendai,  Chorwacja -  Turcja 2:2
- 4. 22 kwietnia 1998, Osijek,  Chorwacja -  Polska 4:1
- 5. 3 czerwca 1998, Rijeka,  Chorwacja -  Iran 2:0
- 6. 6 czerwca 1998, Zagrzeb,  Chorwacja -  Australia 7:0

## Sukcesy i statystyki
| Sezon   | Klub                    | Kraj       | Rozgrywki             | Mecze | Bramki |
| ------- | ----------------------- | ---------- | --------------------- | ----- | ------ |
| 1989/90 | Dinamo Zagrzeb          | Jugosławia | 1. liga Jugosławii    | 1     | 0      |
| 1990/91 | Dinamo Zagrzeb          | Jugosławia | 1. liga Jugosławii    | 1     | 0      |
| 1990/91 | FK Zemun                | Jugosławia | 1. liga Jugosławii    | 22    | 1      |
| 1991/92 | FK Zemun                | Jugosławia | 1. liga Jugosławii    | 20    | 0      |
| 1992/93 | HASK Gradjanski Zagrzeb | Chorwacja  | Prva HNL              | 19    | 2      |
| 1993/94 | Croatia Zagrzeb         | Chorwacja  | Prva HNL              | 15    | 3      |
| 1994/95 | Croatia Zagrzeb         | Chorwacja  | Prva HNL              | 16    | 2      |
| 1995/96 | Croatia Zagrzeb         | Chorwacja  | Prva HNL              | 26    | 5      |
| 1996/97 | VfL Bochum              | Niemcy     | Bundesliga            | 23    | 1      |
| 1997/98 | VfL Bochum              | Niemcy     | Bundesliga            | 22    | 3      |
| 1998/99 | Bayer 04 Leverkusen     | Niemcy     | Bundesliga            | 8     | 0      |
| 1999/00 | Bayer 04 Leverkusen     | Niemcy     | Bundesliga            | 7     | 0      |
| 2000/01 | VfL Bochum              | Niemcy     | Bundesliga            | 22    | 0      |
| 2001/02 | SpVgg Greuther Fürth    | Niemcy     | 2. Fußball-Bundesliga | 26    | 1      |
| 2002/03 | SpVgg Greuther Fürth    | Niemcy     | 2. Fußball-Bundesliga | 22    | 0      |
| 2003/04 | LR Ahlen                | Niemcy     | 2. Fußball-Bundesliga | 21    | 0      |
| 2004/05 | Eintracht Trewir        | Niemcy     | 2. Fußball-Bundesliga | 30    | 1      |
| 2005/06 | Dinamo Zagrzeb          | Chorwacja  | Prva HNL              | 29    | 3      |
| 2006/07 | Dinamo Zagrzeb          | Chorwacja  | Prva HNL              | 18    | 0      |

- wicemistrzostwo Jugosławii w sezonie 1989/1990 wraz z Dinamem Zagrzeb
- wicemistrzostwo Jugosławii w sezonie 1990/1991 wraz z Dinamem Zagrzeb
- mistrzostwo Chorwacji w sezonie 1992/1993 wraz z Dinamem Zagrzeb
- mistrzostwo i Puchar Chorwacji w sezonie 2006/2007 wraz z Dinamem Zagrzeb
- wicemistrzostwo Chorwacji w sezonie 1994/1995 wraz z Dinamem Zagrzeb
- mistrzostwo i Puchar Chorwacji w sezonie 1995/1996 wraz z Dinamem Zagrzeb
- wicemistrzostwo Niemiec w sezonie 1998/1999 wraz z Bayerem Leverkusen
- wicemistrzostwo Niemiec w sezonie 1999/2000 wraz z Bayerem Leverkusen
- występy w Lidze Mistrzów wraz z Bayerem Leverkusen
- mistrzostwo Chorwacji w sezonie 2005/2006 wraz z Dinamem Zagrzeb
- brązowy medal MŚ 1998 we Francji

## Odznaczenia
- Order Chorwackiej Plecionki (1998)[1]